# Даргом (канал)
Даргом (узб. Darg‘om, Дарғом) — древний ирригационный канал в Самаркандской области Узбекистана. Питает водой канал Эскианхор.

## Описание
Длина канала составляет около 100 км, пропускная способность тракта по различным данным равна 125 м³/с или 180 м³/с, расход воды достигает 100 м³/с (в период вегетации). Орошает 67 500 га земли в Самаркандском и 50 000 га в Кашкадарьинском вилояте.
Историческое русло канала известно как Старый Даргом (узб. Eski Darg‘om, Эски Дарғом), в обход его начального участка построены каналы Новый Даргом (узб. Yangi Darg‘om, Янги Дарғом) и Обводной Даргом (узб. Aylanma Darg‘om, Айланма Дарғом), которые затем вливаются в Старый Даргом.
Канал отходит от реки Зеравшан у кишлака Раватходжа близ границы Узбекистана с Таджикистаном. Оканчивается, впадая в рукав Зеравшана Карадарья в районе населённого пункта Кумарык.
На канале построен Самаркандский каскад, включающий пять гидроэлектростанций общей мощностью 46,1 МВт: Хишрауская (21,9 МВт), Иртышарская (6,4 МВт), Талигулянская-1 (3 МВт), Талигулянская-3 (8,8 МВт) и Ургутская (3 МВт). Запланировано строительство ещё четырёх ГЭС.

## История
Даргом является древним каналом, постройка которого, согласно историческим источникам, относится к V—IV векам до нашей эры. Под названием Даргоманий его отметил на своей карте мира Клавдий Птолемей. В прошлом плотина, посредством которой подаётся вода на канал, неоднократно оказывалась разрушенной, как по естественным причинам, в результате половодья, так и при штурме Самарканда. В 1920—1930-е годы головное сооружение Даргома было реконструировано.
По новейшим исследованиям именно у канала Даргом 9 сентября 1141 года состоялась знаменитая Катванская битва.